# モモ・ヤンサネ

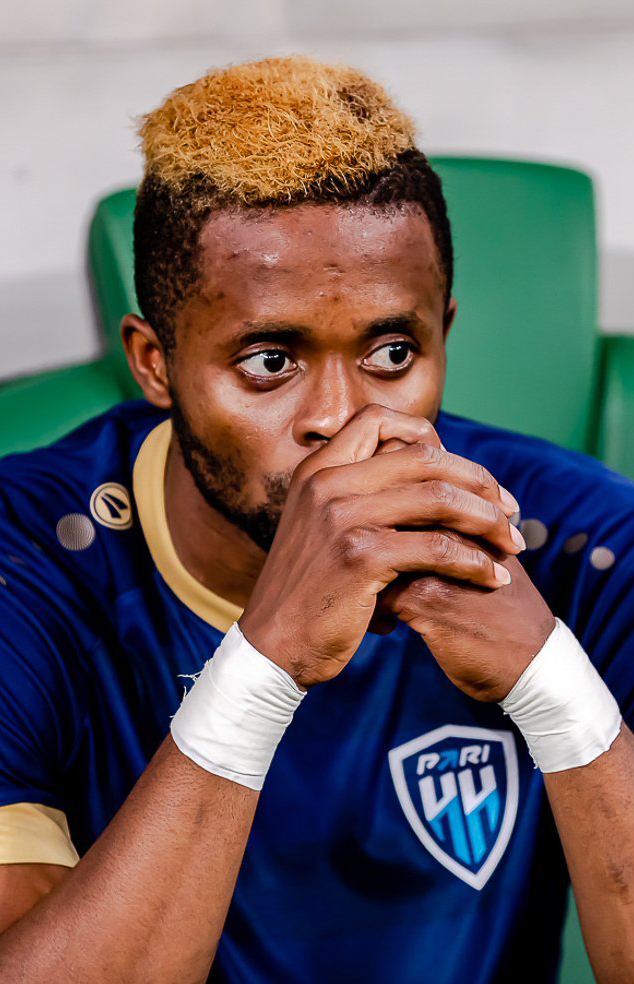
Momo Yansané 2022

モモ・ヤンサネ（フランス語: Momo Yansané、1997年7月29日 - ）は、ギニアのサッカー選手。ギニア代表。ポジションはFW。

## クラブ歴
2016年にアフィアFCで選手となった。その後、ファスUS、FCイスロチ・ミンスク・ラヨン、ASブラック・スターと渡り歩いた。2021年1月29日に期限付き移籍でFCニジニ・ノヴゴロドに加入。同年7月1日にFCシェリフ・ティラスポリに完全移籍した。同年9月15日に行われたUEFAチャンピオンズリーグ 2021-22 グループリーグ・FCシャフタール・ドネツク戦でクラブ史上初のUEFAチャンピオンズリーグ出場、同大会デビューとなった自身も初得点を記録し、初勝利にも貢献した。
2023年9月9日、HNKリエカに2年契約で移籍した。

## 代表歴
U-20代表としては2017 FIFA U-20ワールドカップに出場している。
2021年10月6日に行われた2022 FIFAワールドカップ・アフリカ2次予選・スーダン代表戦で代表初出場を記録した。